# Fierville-Bray

Fierville-Bray este o comună în departamentul Calvados, Franța. În 1 ianuarie 2018 avea o populație de 483 de locuitori.